# Cyperus kwaleensis
Cyperus kwaleensis är en halvgräsart som beskrevs av Kaare Arnstein Lye. Cyperus kwaleensis ingår i släktet papyrusar, och familjen halvgräs. Inga underarter finns listade i Catalogue of Life.